# Petros Mhari
Petros Mhari (Filabusi, 15 aprile 1987) è un calciatore zimbabwese, portiere del Platinum e della nazionale zimbabwese.

## Carriera

### Nazionale
Debutta con la nazionale zimbabwese l'11 novembre 2021 scendendo in campo nel match di qualificazione per i mondiali del 2022 perso 1-0 contro il Sudafrica.
Nel 2021 viene convocato per la Coppa delle nazioni africane 2021.

## Statistiche
Statistiche aggiornate al 30 dicembre 2021.

### Cronologia presenze e reti in nazionale
| Cronologia completa delle presenze e delle reti in nazionale ― Zimbabwe | Cronologia completa delle presenze e delle reti in nazionale ― Zimbabwe | Cronologia completa delle presenze e delle reti in nazionale ― Zimbabwe | Cronologia completa delle presenze e delle reti in nazionale ― Zimbabwe | Cronologia completa delle presenze e delle reti in nazionale ― Zimbabwe | Cronologia completa delle presenze e delle reti in nazionale ― Zimbabwe | Cronologia completa delle presenze e delle reti in nazionale ― Zimbabwe | Cronologia completa delle presenze e delle reti in nazionale ― Zimbabwe |
| Data                                                                    | Città                                                                   | In casa                                                                 | Risultato                                                               | Ospiti                                                                  | Competizione                                                            | Reti                                                                    | Note                                                                    |
| ----------------------------------------------------------------------- | ----------------------------------------------------------------------- | ----------------------------------------------------------------------- | ----------------------------------------------------------------------- | ----------------------------------------------------------------------- | ----------------------------------------------------------------------- | ----------------------------------------------------------------------- | ----------------------------------------------------------------------- |
| 11-11-2021                                                              | Johannesburg                                                            | Sudafrica                                                               | 1 – 0                                                                   | Zimbabwe                                                                | Qual. Mondiali 2022                                                     | -1                                                                      |                                                                         |
| 10-1-2022                                                               | Bafoussam                                                               | Senegal                                                                 | 1 – 0                                                                   | Zimbabwe                                                                | Coppa d'Africa 2021 - 1º turno                                          | -1                                                                      |                                                                         |
| Totale                                                                  |                                                                         | Presenze                                                                | 2                                                                       |                                                                         | Reti                                                                    | -2                                                                      |                                                                         |

## Palmarès

### Club

#### Competizioni nazionali
- Campionato zimbabwese: 3

Platinum: 2017, 2018, 2019